# Električni helikopter Sikorsky Firefly

## Vanjske poveznice
Firefly™ Technology Demonstrator  Arhivirana inačica izvorne stranice od 4. ožujka 2016. (Wayback Machine) stranica poduzeća koje proizvodi helikopter